# Din Mehmeti
Din Mehmeti (ur. 7 maja 1929 w Gjocaj k. Gjakovej w Kosowie, zm. 12 listopada 2010 w Prisztinie) – jugosłowiański oraz kosowski pisarz i krytyk literacki.

## Życiorys
Studia z zakresu literatury i języka albańskiego odbył na Uniwersytecie w Belgradzie. Po powrocie do Kosowa uczył w szkole dla nauczycieli w Gjakovej. Pisał od początku lat sześćdziesiątych opowiadania, recenzje książek, ale przede wszystkim utwory poetyckie. Piętnaście tomików wierszy, wydanych w latach 1961-1999 zapewniło Mehmetiemu pozycję jednego z najbardziej znanych poetów albańskich w Kosowie.
W swoich utworach nawiązywał do kultury ludowej górskich plemion północnej Albanii, a także do stylu Migjeniego i Esada Mekuliego.
W 2020 Uniwersytet w Gjakovej ustanowił nagrodę literacką im. Dina Mehmetiego.

## Tomiki wierszy
- Ora, Prishtina 1974
- Poezi, Prishtina 1978
- Zogu i diellit, Prishtina 1982
- As në tokë as në qiell, Prishtina 1988
- Lumturia është mashtrim, Peja 1999
- Krismë është emri im : [poezi të zgjedhura], Tirana 2002
- Antologjia personale, Tirana 2004
- Zjarri i këngë, Tirana 2007
- Vajet e shiut (Vepër postume), Prisztina 2010

## Tłumaczenia polskie
- Poeta, Zapalone światło, [w:] Tylko Itaka pozostanie. Antologia poezji albańskiej i polskiej XX wieku, przeł. Mazllum Saneja, Warszawa 1993.
- Światło, Muszę być czujny, Gniazdo słońca, I znowu początek tej pieśni, Walka z ciemnością, Czarna kronika, [w:] Nie jest za późno za miłość. Antologia poezji albańskiej XX wieku, przeł. M. Saneja, Sejny 2005.